# زمان خانه‌تکانی
زمان خانه‌تکانی (انگلیسی: Cleaning Time) یک فیلم کمدی صامت کوتاه به کارگردانی ویلارد لوئیس است که در سال ۱۹۱۵ منتشر شد. از بازیگران این فیلم می‌توان به اولیور هاردی اشاره کرد.